# قشلاق حاجی دولت بدر
قشلاق حاجی دولت بدر یک منطقهٔ مسکونی در ایران است که در بخش اسلام‌آباد واقع شده‌است. قشلاق حاجی دولت بدر ۱۹ نفر جمعیت دارد.